# Сепп, Арнольд Петрович
Арно́льд Петро́вич Сепп (эст. Arnold Sepp; 28 февраля 1900, волость Тали — 2 апреля 1975, Таллин) — эстонский и советский флейтист, заслуженный артист Эстонской ССР (1963).

## Биография
Начальное музыкальное образование Арнольд Сепп получил, играя в военном духовом оркестре. В 1927 году он окончил Таллинскую консерваторию по классу Антона Сулгара. С 1927 по 1967 год (по другим данным, по 1963) Арнольд Сепп был солистом-концертмейстером группы флейт симфонического оркестра радио и телевидения Эстонской ССР. Кроме того, Сепп играл в составе основанного им квинтета духовых инструментов. В 1956 году награждён медалью «За трудовое отличие». В 1963 году ему было присвоено почётное звание заслуженный артист Эстонской ССР.